# 射援
射援（？—？），字文雄，扶風郡人，射堅弟，官至蜀漢從事中郎 。

## 生平
祖先本姓謝，與中原的謝氏同族。謝服是一位將軍，皇帝認為「謝服」這名字不好，便賜姓射。年少時有名氣，太尉皇甫嵩將女兒嫁給了他。獻帝之初，三輔飢亂，兄長射堅辭官，與射援一同遷入巴蜀依附劉璋。219年秋天，劉備群臣上表漢獻帝，希望劉備為漢中王，射援以議曹從事中郎軍議中郎將上表。後丞相諸葛亮以援為祭酒，遷從事中郎，卒於官。